# Erden Kıral
Erden Kıral (ur. 10 kwietnia 1942 w Gölcük, zm. 17 lipca 2022 w Antalii) – turecki reżyser i scenarzysta filmowy. Autor kilkunastu filmów fabularnych.
Największy sukces międzynarodowy odniósł jego dramat Sezon w Hakkari (1983), opowiadający o zesłanym na głęboką prowincję tureckim nauczycielu, który stara się pozyskać zaufanie lokalnej kurdyjskiej społeczności. Obraz zdobył cztery nagrody, w tym Srebrnego Niedźwiedzia – Nagrodę Grand Prix Jury oraz Nagrodę FIPRESCI, na 33. MFF w Berlinie. Pięć lat później, w konkursie głównym na 38. Berlinale, zaprezentowany został kolejny film Kırala Sezon polowań (1988).